# Witbrauwmeesstekelstaart
De witbrauwmeesstekelstaart (Leptasthenura xenothorax) is een zangvogel uit de familie Furnariidae (ovenvogels). Het is een bedreigde, endemische vogelsoort in Peru.

## Kenmerken
De vogel is 16 cm lang. Het is een kleine, van boven vrij donker gekleurde meesstekelstaart. De kruin is roodbruin, met daaronder een duidelijke, lichte smalle oogstreep. De rug en vleugels zijn grijsbruin met witte streepjes, de keel en borst zijn dicht, donker gestippeld en daaronder is de buik grijs gekleurd. De zwarte staart loopt trapvormig uit in een punt en de buitenste staartpennen zijn wit gestippeld.

## Verspreiding en leefgebied
Deze soort is endemisch in zuidelijk Peru in de hooglanden van de regio's Apurìmac en Cuzco. Het leefgebied bestaat uit wijd verspreid liggende vochtige bosjes op 3700 tot 4550 m boven zeeniveau.

## Status
De witbrauwmeesstekelstaart heeft een beperkt verspreidingsgebied en daardoor is de kans op uitsterven aanwezig. De grootte van de populatie werd in 2012 door BirdLife International geschat op 250 tot 1000 individuen en de populatie-aantallen nemen af door habitatverlies. Het leefgebied wordt aangetast door ontbossing waarbij natuurlijk bos wordt gekapt voor timmer- of brandhout en omgezet in gebied voor agrarisch gebruik zoals begrazing. Om deze redenen staat deze soort als bedreigd op de Rode Lijst van de IUCN.